# Valode et Pistre
 (juillet 2019).
Si vous disposez d'ouvrages ou d'articles de référence ou si vous connaissez des sites web de qualité traitant du thème abordé ici, merci de compléter l'article en donnant les références utiles à sa vérifiabilité et en les liant à la section « Notes et références ».
Valode et Pistre est une agence d’architecture fondée en 1980 par Denis Valode et Jean Pistre. C’est aujourd’hui une agence d’architecture, de design intérieur, de design urbain et d’ingénierie internationale, implantée à Paris et Pékin. 
L’agence conçoit des programmes diversifiés de grande échelle, qu’il s’agisse de campus tertiaires et sièges sociaux, commerces, logements, hôtels, quartiers mixtes, grands équipements (stades, parcs d‘exposition, gares), tours. 
Valode & Pistre développe et construit des projets dans de nombreux pays, notamment en Europe, en Asie, au Moyen-Orient, en Afrique, en Russie et en Amérique Centrale.

## Histoire
Les deux architectes avaient déjà eu l’occasion de travailler ensemble avant de collaborer au sein de ce qui deviendra l’un des plus grands cabinets d'architecture français,. 
Ainsi, en 1978, ils remportent ensemble le concours de conception industrielle, qui les conduit à une étude théorique sur l’architecture et l’environnement de travail, développée par la suite dans plusieurs réalisations d’usines, de sièges sociaux et de laboratoires. 
La première réalisation de l’agence Valode & Pistre est la réhabilitation de l’Entrepôt Lainé à Bordeaux, transformé en musée d'art contemporain, l’occasion d’une réflexion sur la préservation des traces de l’histoire sur un bâtiment. L’agence Valode & Pistre participe à de nombreux concours internationaux.

## Principales œuvres
- La résidence Le parc des Asphodèles de style postmoderniste à Cannes (1982) ;
- Le Centre d’arts plastiques contemporains de Bordeaux (1983) ;
- L’Usine L’Oréal à Aulnay-sous-Bois (1992), récompensée par l’Équerre d’Argent ;
- Le siège social de la compagnie aérienne Air France à Tremblay-en-France, en bordure des pistes de l'aéroport de Paris-Charles-de-Gaulle (1995) ;
- Le Technocentre Renault de Guyancourt (1998) ;
- Immeubles de bureaux Crystal Park à Neuilly-sur-Seine : réhabilitation lourde avec restauration partielle (2003) ;
- La Tour T1, située dans le quartier de La Défense. (2008) ;
- Le Parc des Expositions Paris Expo - Porte de Versailles à Paris (Schéma directeur du Parc ainsi que les Hall 4, Hall 5, hall 6, Hall 7, Hall 2 et 3)
- L’Hôtel Hyatt à Ekaterinbourg (2009) ;
- La rénovation de l’Hôpital Laennec à Paris (2011) ;
- L’Hôpital Álvaro Cunqueiro à Vigo, Espagne;
- La Promenade Sainte-Catherine, rue Sainte-Catherine à Bordeaux (2015) ;
- Les centres commerciaux Beaugrenelle et Bercy Village à Paris ;
- Les sièges sociaux de Clarins, Shell, GDF Suez, Kaufman & Broad, Johnson & Johnson, Havas Group à Puteaux ;
- Restructuration des Tours Opus 12, Initiale et Anjou à La Défense ;
- Le Campus universitaire Léonard de Vinci à La Défense ;
- Le Grand Stade Pierre Mauroy à Lille ;
- La Cité culturelle de Schenyang, le Centre d'Exposition de Gu'an, la Tour Shimao de Fuzhou et le Centre Commercial Haitang Bay en Chine ;
- Les Hôpitaux, de Lorient, Gonesse, Villeneuve-sur-Lot, Bretonneau à Paris ;
- Le Campus Sanofi à Gentilly ;
- Le Parc d’Exposition d’El Jadida au Maroc ;
- Le Centre de loisirs des Souks (Cinema City) à Beyrouth ;
- La Tour Incity à Lyon, achevé en 2015
- Le Bastion, bâtiment de la police judiciaire à la Cité judiciaire de Paris (2017).
- La Damac Tower - Versace à Beyrouth, achevé en 2015
- La Tour Saint-Gobain à La Défense
- La maison d'arrêt de Nancy-Maxéville, ouverte en 2009[5]
- Le Campus universitaire Mirail Jean Jaurès à Toulouse ;
- La restructuration de la Grande Arche de la Défense ;
- Le siège social de bioMérieux près de Lyon ;
- La Direction Régionale de la Police Judiciaire à Paris Batignolles ;
- Le Parc des Expositions de Shenzhen (Chine)
- L’Hôtel Bulgari, avenue George V à Paris ;
- L’écoquartier Issy Cœur de Ville à Issy-les-Moulineaux ;
- Le Campus ARTFX à Roubaix/Tourcoing
- La Cité Administrative d’État de Lille

## Projets en cours
- Les Gares du Grand Paris Express: Thiais - Orly, Les Ardoines et Le Vert de Maisons ;
- L’Anse du Portier, Extension en Mer Mareterra à Monaco ;
- Le Siège GRDF à Saint-Denis

## Distinctions
L’agence d’architecture Valode & Pistre a été distinguée au cours du temps par plusieurs prix ; en particulier l’Équerre d'argent en 1992, pour l’Usine pilote du groupe L'Oréal à Aulnay-sous-Bois.
- Médaille de la Restauration (Fondation de l’Académie d’Architecture) - 1988.
- Médaille de Vermeil de la Société d’Encouragement pour l’Industrie Nationale - 1990.
- Palmarès de l’Architecture du Groupe SCIC - 1991.
- Prix du Plus bel Ouvrage de la Construction Métallique - 1992.
- Équerre d’argent - 1992.
- Quaternario Award - IAITA, Singapore - 1993.
- Denis Valode et Jean Pistre, Chevaliers des Arts et des Lettres – 1997.
- Grande Médaille d’Argent (Fondation Le Soufaché) – Académie d’Architecture - 1999.
- Denis Valode et Jean Pistre, Membres de l’Académie d’architecture 2000.
- Denis Valode, Chevalier de la Légion d’honneur – 2002.
- Denis Valode, Officier des Arts et des Lettres - 2007.
- Jean Pistre, Officier des Arts et des Lettres - 2009.